# Nüxhausen
Nüxhausen ist eine Straße im Burscheider Stadtteil Hilgen. Sie führt von der Bundesstraße 51, genannt Kölner Straße, eine Häuserreihe in Richtung alte Bahntrasse (Balkanexpress). Bis zur Gebietsreform durch § 19 Köln-Gesetz immer zu Wermelskirchen gehörig, war Nüxhausen früher eine eigene Hofschaft mit dem Altenberger Klostergut.

## Geschichte
Die Erstnennung findet sich 1469 in der Steuerliste des Amtes Bornefeld, Teylgens Magd zu "Nutzhuysen" zahlte 4 Albus. Im Jahre 1471 zahlte Katrinen "nushusen" eine Abgabe an die Kirche zu Dabringhausen.
Die Eheleute Teile und Katarina von "Nutzhuysen" nehmen von Abt Arnold vom Kloster Altenberg ein Stück Land im Zehntkamp hinter der Scheuer zu "Nutzhuysen" in Erbleihe. Ebenso zahlte "Kyrstgen zu Nutzhysen" einen halben Gulden 1487 zu einem Darlehen an Herzog Wilhelm II von Berg.
Im Jahre 1510 musste "Peter zo Nytzhuysen" 19 Viertel und Tilmann sechs Viertel Hafer Abgaben an die Kirche in Wermelskirchen leisten. Ebenso Ernt up den Hilgen drei Viertel und einen Becher.
Über die Jahrhunderte finden sich viele Belege und Nennungen in den Akten der Abtei Altenberg bis zur Auflösung des Klosters. Das Altenberger Gut fiel damit an die Königlich-Preußische Domänenverwaltung, die es 1819 an den Stoffdrucker Johann Urner verkaufte.
Bei der Urkatasteraufnahme 1827 bis 1829 lag das Gut in der Niederhonschaft Wermelskirchen und war 33 Morgen groß. Über viele Zwischenbesitzer gelangte das Gut 1937 an die Familie Emil Pfeiffer und gehört 2005 der Familie Biesenbach.